# Juan Masondo
Juan Masondo (Córdoba) is een Argentijnse zanger-gitarist. Op 25-jarige leeftijd verhuisde hij naar België, waar hij in de jaren zeventig begon samen te spelen met Dirk Van Esbroeck.
Masondo speelde in een lange rij bands. Hij begon zijn Belgische muziekcarrière in de folkband Rum. Later speelde hij in een trio met Van Esbroeck en de eveneens uitgeweken Argentijn Alfredo Marcucci. Hieruit ontstond dan weer de band Tango Al Sur.
Na het uiteenvallen van Tango Al Sur ging hij met mede-bandlid Paul Bessemans verder als het duo Compatriotas, dat een waaier aan Argentijnse muziek brengt.
Met Koen De Cauter en Carlos Diaz vormt hij het gitaartrio  Tres Guitarras en voorts vormt hij een duo met harpiste Jopie Jonkers. Met Jonkers en De Cauter bracht hij in 2008 het album El Charco uit.
Masondo stond in 2007 met twee nummers (samen met Dirk Van Esbroeck) in de 100 op 1 lijst van Radio 1.

## Discografie
- Dirk Van Esbroeck & Juan Masondo - Canto De Nadie (Elektra 1979)
- Dirk Van Esbroeck, Alfredo Marcucci, Juan Masondo, Lacho Valdez - Tango Y Otras Milongas (Myron	1983)
- Marcucci, Masondo, Van Esbroeck - Tango Al Sur (Myron 1985)
- Van Esbroeck, Masondo - Sexteto Tango Al Sur - Van Esbroeck, Masondo & Sexteto Tango Al Sur (Myron 1989)
- Masondo, Bessemans - ¡Compatriottas! (Map Records 1997)
- Masondo, Van Esbroeck - Guitarras Argentinas (Myron 1998)
- Jopie Jonkers, Juan Masondo, Koen de Cauter - El Charco (Het Theatervolk 2008)

- International Standard Name Identifier: 0000 0000 5395 7309
- Library of Congress Control Number: no2007129567
- MusicBrainz: a06c1204-8749-4300-bad8-f2a7fa288dd9
- Virtual International Authority File: 2259868
- WorldCat: E39PBJqFTdKgGMTyCyKDkjF7pP